# Mariusz Maślanka (łyżwiarz szybki)
Mariusz Maślanka (ur. 17 kwietnia 1964 w Elblągu) – polski panczenista. 
Kluby sportowe: Orzeł Elbląg, Legia Warszawa, Olimpia Elbląg.
Trenerzy: Helena Pilejczyk, Andrzej Jabłoński, Eligiusz Grabowski, Wiesław Kmiecik.
Wielokrotny rekordzista Polski: w wieloboju 1989, na dystansie 3000 metrów 1989 oraz 1500 metrów 1989 i 1990.
W roku 1990 w Pucharze Świata w Innsbrucku był czternasty na dystansach 500 i 1500 metrów. Na ME w Sarajewie (1991) zajął 16. miejsce w wyścigu na 500 metrów, 21. na 1500 metrów oraz 28. na 5000 metrów.